# Chociwel
Chociwel è un comune urbano-rurale polacco del distretto di Stargard Szczeciński, nel voivodato della Pomerania Occidentale.
Ricopre una superficie di 160,57 km² e nel 2006 contava 6 106 abitanti.